# Кавкони
Кавконите (на гръцки: Καύκωνες) според Омир, заедно с лелегите и пеласгите, са съюзници на троянците. Те са народ с неустановен произход, предположително скити, македони или пеласги.
В Древна Гърция те са известни като номадски аркадски народ в Елида (по бреговете на Алфея), като постфактум от Трифилия ги прогонват минийците, след което кавконите изчезват от историческите източници.